# 恋 詰んじゃった
「恋 詰んじゃった」（こい つんじゃった）は、日本の女性アイドルグループ・AKB48の楽曲。作詞は秋元康、作曲は井上ヨシマサが担当した。2024年7月17日にAKB48のメジャー64作目のシングルとしてユニバーサル ミュージック（EMI Records）から発売された。楽曲のセンターポジションは佐藤綺星が務めた。

## 背景とリリース
前作『カラコンウインク』から約4か月ぶりとなるシングル。
初回限定盤のType-A、Type-B、Type-C、および通常盤、Official Shop盤の5形態で発売された。
2024年5月1日から6日にかけてYouTubeおよび公式SNSにおいて選抜メンバー18名、および佐藤綺星が表題曲で初のセンターを務めることが発表された。
2024年6月24日に生放送されたTBS系『CDTVライブ!ライブ!』において、初披露された。また放送終了直後の21時にAKB48公式YouTubeチャンネルにてミュージックビデオが公開された。
選抜メンバーは59thシングル『元カレです』以来、2年2か月（5作）ぶりの18名。徳永羚海と正鋳真優の2名が初選抜入りしている。橋本恵理子と山﨑空が『アイドルなんかじゃなかったら』以来2作（10か月）ぶりに選抜復帰した。前作の選抜メンバーのうち、柏木由紀と平田侑希の2名が選抜から外れた。
振付は、えりなっちが担当。
全タイプ共通のカップリング曲として、AKB48 U-21選抜の「夢見てごめん」が収録されている。

## アートワーク
| 初回限定盤Type-A | 選抜メンバー全18名                                                                                             |
| 初回限定盤Type-B | 秋山由奈、佐藤綺星、徳永羚海、水島美結、八木愛月                                                               |
| 初回限定盤Type-C | 大盛真歩、小栗有以、佐藤綺星、千葉恵里、向井地美音、村山彩希、山内瑞葵                                         |
| 通常盤           | 秋山由奈、大盛真歩、小栗有以、倉野尾成美、佐藤綺星、下尾みう、田口愛佳、千葉恵里、長友彩海、八木愛月、山内瑞葵 |
| Official Shop盤  | 佐藤綺星、橋本恵理子、正鋳真優、水島美結、山﨑空                                                               |

## チャート成績
初週29万6000枚を売り上げ、2024年7月29日付のオリコン週間シングルランキングで初登場1位を獲得。2009年11月2日付での『RIVER』から51作連続、通算では51作目のシングル1位となり、シングル連続1位獲得作品数がB'zと並ぶ歴代1位タイから歴代単独1位となったほか、シングル連続TOP10入り獲得作品数が62作となり、自身の持つ歴代1位記録を自己更新した。

## ミュージック・ビデオ
恋 詰んじゃった
監督：池田大 / 振付：えりなっち / 制作：FAB
学校という「日常」に違和感やファンタジーといった「非日常」を加えた世界観の中で、“新生AKB48の革命宣言、チーム全員で勝つ”というテーマを表現している。
夢見てごめん
監督：吉川エリ / 振付：武田舞香 / 制作：PARADE Tokyo
ピンと来た
監督：安村栄美 / 振付：三ツ井裕美 / 制作：テレビ東京／ダブ

## メディアでの使用
恋 詰んじゃった
- 丸井織物株式会社 UP-T CM BGM楽曲[14]

夢見てごめん
- ドラマ『星屑テレパス』エンディングテーマ[15]

ピンと来た
- ドラマ『星屑テレパス』主題歌[15]

## シングル収録トラック

### Type-A
| #         | タイトル                              | 作詞      | 作曲         | 編曲         | 時間  |
| --------- | ------------------------------------- | --------- | ------------ | ------------ | ----- |
| 1.        | 「恋 詰んじゃった」                   | 秋元康    | 井上ヨシマサ | 井上ヨシマサ | 2:52  |
| 2.        | 「夢見てごめん」(AKB48 U-21選抜)      | 秋元康    | 村井大       | ツタナオヒコ | 4:50  |
| 3.        | 「ピンと来た」(星屑テレパス選抜)      | 秋元康    | すみだしんや | あらケン     | 3:41  |
| 4.        | 「恋 詰んじゃった（off vocal ver.）」 |           | 井上ヨシマサ | 井上ヨシマサ | 2:52  |
| 5.        | 「夢見てごめん（off vocal ver.）」    |           | 村井大       | ツタナオヒコ | 4:50  |
| 6.        | 「ピンと来た（off vocal ver.）」      |           | すみだしんや | あらケン     | 3:40  |
| 合計時間: | 合計時間:                             | 合計時間: | 合計時間:    | 合計時間:    | 22:45 |

| #  | タイトル                 | 作詞 | 作曲・編曲 |
| -- | ------------------------ | ---- | ---------- |
| 1. | 「シアターの女神」       |      |            |
| 2. | 「口移しのチョコレート」 |      |            |
| 3. | 「カラコンウインク」     |      |            |
| 4. | 「最後の最後まで」       |      |            |

### Type-B
| #         | タイトル                              | 作詞      | 作曲               | 編曲               | 時間  |
| --------- | ------------------------------------- | --------- | ------------------ | ------------------ | ----- |
| 1.        | 「恋 詰んじゃった」                   | 秋元康    | 井上ヨシマサ       | 井上ヨシマサ       | 2:52  |
| 2.        | 「夢見てごめん」(AKB48 U-21選抜)      | 秋元康    | 村井大             | ツタナオヒコ       | 4:50  |
| 3.        | 「すれ違う瞬間」(AKB48 17期生)        | 秋元康    | 鶴久政治、齋藤奏太 | 鶴久政治、齋藤奏太 | 3:27  |
| 4.        | 「恋 詰んじゃった（off vocal ver.）」 |           | 井上ヨシマサ       | 井上ヨシマサ       | 2:52  |
| 5.        | 「夢見てごめん（off vocal ver.）」    |           | 村井大             | ツタナオヒコ       | 4:50  |
| 6.        | 「すれ違う瞬間（off vocal ver.）」    |           | 鶴久政治、齋藤奏太 | 鶴久政治、齋藤奏太 | 3:26  |
| 合計時間: | 合計時間:                             | 合計時間: | 合計時間:          | 合計時間:          | 22:17 |

| #  | タイトル               | 作詞 | 作曲・編曲 |
| -- | ---------------------- | ---- | ---------- |
| 1. | 「パパに言えない夜」   |      |            |
| 2. | 「マチビト」           |      |            |
| 3. | 「掌が語ること」       |      |            |
| 4. | 「星が消えないうちに」 |      |            |

### Type-C
| #         | タイトル                                   | 作詞      | 作曲         | 編曲         | 時間  |
| --------- | ------------------------------------------ | --------- | ------------ | ------------ | ----- |
| 1.        | 「恋 詰んじゃった」                        | 秋元康    | 井上ヨシマサ | 井上ヨシマサ | 2:52  |
| 2.        | 「夢見てごめん」(AKB48 U-21選抜)           | 秋元康    | 村井大       | ツタナオヒコ | 4:50  |
| 3.        | 「君と僕のポールスター」(18期・19期研究生) | 秋元康    | aokado       | aokado       | 5:09  |
| 4.        | 「恋 詰んじゃった（off vocal ver.）」      |           | 井上ヨシマサ | 井上ヨシマサ | 2:52  |
| 5.        | 「夢見てごめん（off vocal ver.）」         |           | 村井大       | ツタナオヒコ | 4:50  |
| 6.        | 「君と僕のポールスター（off vocal ver.）」 |           | aokado       | aokado       | 5:08  |
| 合計時間: | 合計時間:                                  | 合計時間: | 合計時間:    | 合計時間:    | 25:41 |

| #  | タイトル                           | 作詞 | 作曲・編曲 |
| -- | ---------------------------------- | ---- | ---------- |
| 1. | 「始まる。」                       |      |            |
| 2. | 「ライオンを狙え！」               |      |            |
| 3. | 「流れ星に何を願えばいいのだろう」 |      |            |
| 4. | 「長い光」                         |      |            |

### 通常盤 / Official Shop盤
| #         | タイトル                              | 作詞      | 作曲         | 編曲         | 時間  |
| --------- | ------------------------------------- | --------- | ------------ | ------------ | ----- |
| 1.        | 「恋 詰んじゃった」                   | 秋元康    | 井上ヨシマサ | 井上ヨシマサ | 2:52  |
| 2.        | 「夢見てごめん」(AKB48 U-21選抜)      | 秋元康    | 村井大       | ツタナオヒコ | 4:50  |
| 3.        | 「思いやり」(3rd Campus)              | 秋元康    | マツダヒロ   | マツダヒロ   | 3:42  |
| 4.        | 「恋 詰んじゃった（off vocal ver.）」 |           | 井上ヨシマサ | 井上ヨシマサ | 2:52  |
| 5.        | 「夢見てごめん（off vocal ver.）」    |           | 村井大       | ツタナオヒコ | 4:50  |
| 6.        | 「思いやり（off vocal ver.）」        |           | マツダヒロ   | マツダヒロ   | 3:41  |
| 合計時間: | 合計時間:                             | 合計時間: | 合計時間:    | 合計時間:    | 22:47 |

## 選抜メンバー
- 秋山由奈
- 大盛真歩
- 小栗有以
- 倉野尾成美
- 佐藤綺星
- 下尾みう
- 田口愛佳
- 千葉恵里
- 徳永羚海
- 長友彩海
- 橋本恵理子
- 正鋳真優
- 水島美結
- 向井地美音
- 村山彩希
- 八木愛月
- 山内瑞葵
- 山﨑空